# 帝国キネマ
帝國キネマ演藝株式會社（ていこくキネマえんげい、1920年（大正9年）5月 改組設立 - 1931年（昭和6年）8月28日 改組消滅）は、第二次世界大戦以前に大阪に存在した映画製作会社である。通称帝国キネマ、略称帝キネ。
1920年（大正9年）に大阪の興行師・山川吉太郎が設立。時代劇のほか現代劇でも大ヒットをいくつか飛ばし、千日前で漫才などの演芸興行も行ったが、内紛も多かったとされる。

## 来歴・概要

### 設立の経緯
1912年（明治45年）の大阪ミナミの大火災で千日前一帯が焼失したため、南海鉄道社長の大塚惟明から要請を受けた山川吉太郎が1914年（大正3年）、一大娯楽センター「楽天地」を千日前交差点角に建設した。その「キネマ館」で上映する映画を製作するため、同年に東京の小林喜三郎の「常盤商会」と共同で「天然色活動写真株式会社」（天活）を設立。山川は大阪支社長に納まった。
1916年（大正5年）には面積わずか約2,000平方メートルの小阪撮影所を現在の東大阪市の河内小阪駅付近に建設した（現在の小阪第三公園近隣地）。1919年（大正8年）の「天活」解体後、山川は「国際活映」（国活）には参加せず、1920年（大正9年）5月、「天活大阪支社」と「天活小阪撮影所」を改組、北浜の相場師・松井伊助と組んで「帝国キネマ演芸株式会社」を大阪市南区日吉橋に設立した。

### 稼動した撮影所
| 撮影所 | 1920年 | 1921年 | 1922年 | 1923年 | 1924年 | 1925年 | 1926年 | 1927年 | 1928年 | 1929年 | 1930年 | 1931年 |
| ------ | ------ | ------ | ------ | ------ | ------ | ------ | ------ | ------ | ------ | ------ | ------ | ------ |
| 小阪   | 開所   | →      | →      | →      | →      | 東邦   | 再開   | →      | →      | 閉鎖   |        |        |
| 芦屋   |        |        |        | 開所   | →      | アシヤ | 閉鎖   |        |        |        |        |        |
| 巣鴨   |        |        |        | 東京派 |        | 改称   | →      | →      | 売却   |        |        |        |
| 長瀬   |        |        |        |        |        |        |        |        | 開所   | →      | 焼失   |        |
| 太秦   |        |        |        |        |        |        |        |        |        |        | 改称   | 改組   |

- 帝国キネマ小阪撮影所 （東大阪市小阪、1920年 - 1929年）

1914年9月、「天然色活動写真小阪撮影所」として開所。1920年5月から「帝国キネマ小阪撮影所」として稼動、1923年の「芦屋撮影所」開所を受け、1925年4月閉鎖。同社から独立した立石駒吉が「東邦映画製作所」を設立、同撮影所を復活したが「東邦映画」は2か月で解散した。「帝国キネマ小阪撮影所」として復活した後、1929年内で完全閉鎖。NHK連続テレビ小説「おちょやん」に登場した鶴亀映画  京都撮影所のモデルで知られる。
- 帝国キネマ芦屋撮影所 （兵庫・芦屋市、1923年 - 1925年）

1923年、同社が新設した。伊藤大輔によれば、小阪が時代劇、芦屋が現代劇、という建前になっていたが、芦屋には事務所しかなく、セット撮影はすべて小阪で行っていたという。
1925年初頭、同社を退職した石井虎松が同撮影所を独立させ、「アシヤ映画製作所」を設立、新体制の「帝キネ」に作品を供給した。1926年内で閉鎖。
- 帝国キネマ巣鴨撮影所 （東京・巣鴨、1925年 - 1928年）

1919年、「天然色活動写真巣鴨撮影所」として開所。同年「天活」解体とともに「国際活映巣鴨撮影所」となる。1923年6月、国際活映を退社した帰山教正が映画芸術協会としての活動を再開、帝国キネマ興行部が配給することを前提に「帝キネ東京派」として映画を製作、その際にレンタルしたスタジオが同撮影所であった。「帝キネ東京派」は同年9月1日の関東大震災で瓦解する。1925年初頭の「国活」倒産を受けて「帝国キネマ巣鴨撮影所」となる。
1928年、河合徳三郎の「河合映画」が買収そして「河合映画巣鴨撮影所」、1933年、「大都映画巣鴨撮影所」を経て、1942年の戦時統合で「大映」のものとなる際に閉鎖。
- 帝国キネマ長瀬撮影所 （東大阪市長瀬、1928年 - 1930年）

1928年開所、1930年9月焼失。短命に終わった「東洋のハリウッド」である。
- 帝国キネマ太秦撮影所 （京都・太秦、1930年 - 1931年）

1925年、「阪東妻三郎プロダクション太秦撮影所」として開所。1930年、松竹に譲渡されたものを同社が借り受け、「帝国キネマ太秦撮影所」として稼動するも、翌1931年の同社の改組にともない、「新興キネマ京都太秦撮影所」となる。1942年の戦時統合で「大映第二撮影所」、戦後1947年の「東横映画撮影所」を経て、1951年から「東映京都撮影所」となり、現在に至る。帝キネの5つの撮影所のうち、唯一現存する撮影所である。

### 長瀬撮影所

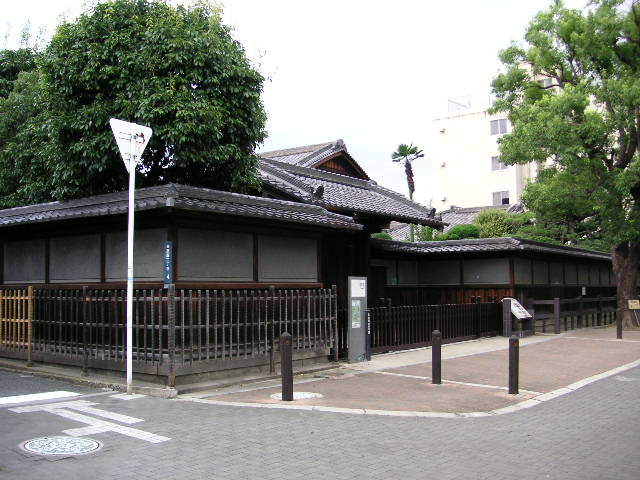
帝国キネマ長瀬撮影所跡地に建てられている樟蔭学園の樟徳館

1923年、現在の兵庫県芦屋市の山手に映画撮影所を開設（後にアシヤ映画製作所として独立）し、新人監督の伊藤大輔が国木田独歩原作の『酒中日記』で監督デビューを飾る。1924年には、澤蘭子（宝塚歌劇団出身で当時は無名）主演の悲恋物『籠の鳥』が全国公開で封切りされた。この映画は爆発的なヒット作となり、主題歌もあわせて流行歌になった。
澤蘭子主演の『籠の鳥』が大当たりして得た莫大な興行収入などの豊富な資金を元手に1928年（昭和3年）、現在の東大阪市の長瀬駅近くの長瀬川河畔に敷地面積　約30,000平方メートル、そして3,000平方メートルの屋内ステージ2棟を備え「東洋のハリウッド」とよばれた広大な「長瀬撮影所」を新設した。
しかしトーキーや撮影所・撮影機材への投資が経営を圧迫し、ライバルである日活や松竹の現代劇の映画製作が関東大震災から復興し帝キネ以上の資本投資で洗練された映画作品を送り出すようになったため、帝キネの映画興行も難しくなり窮地に陥った。同社は1929年以後は松竹と提携し映画製作をするようになった。1930年（昭和5年）2月には厳しい検閲の鋏をかいくぐり完成されたプロレタリアート映画『何が彼女をさうさせたか』が大ヒットし、学生やインテリ層の間でも評判になるが、同年9月にスタジオが焼失。長瀬撮影所はわずか2年で姿を消した。
以後、同社の映画は京都・太秦の松竹太秦撮影所（その直前、立ち行かなくなった阪東妻三郎プロダクションから松竹が太秦撮影所を譲り受けたばかりだった）を借りて撮影が行われた。
跡地には樟蔭学園の初代理事長・森平蔵の私邸が建てられ、現在は「樟徳館」の名称で家政学実習などに使用されている。2000年に国の登録有形文化財に登録。樟徳館の前を流れる長瀬川には「帝キネ橋」が架かっている。

### 終焉
長瀬撮影所の焼失後まもなく「楽天地」も閉鎖、跡地には松竹運営の「大阪歌舞伎座」が建設された。帝国キネマは1931年8月28日に「新興キネマ」に改組され消滅、山川は経営から手を引き、まもなく亡くなった（1934年）。その後戦時統合で大都映画、日活の製作部門と合併し、大映（現在の角川映画）となった。撮影所は大映時代に分離し、現在の東映京都撮影所となっている。

## おもなフィルモグラフィ
原版ネガフィルム、上映用プリント等の現存するものを下記に挙げる。すべて東京国立近代美術館フィルムセンター（NFC）所蔵作品である。
- 『良弁杉』 : 監督中川紫郎、主演嵐璃徳、1922年10月20日試写・1923年公開 - 68分尺で現存（NFC所蔵[5]）
- 『若き日の忠次』 : 監督長尾史録、主演市川百々之助、製作アシヤ映画製作所、1925年6月18日公開 - 1分尺の断片が現存（NFC所蔵[5]）
- 『小桜銀次』 : 監督唐沢弘光、主演松本田三郎、製作帝国キネマ演芸芦屋撮影所、1926年10月22日公開 - 9分尺の断片が現存（NFC所蔵[5]）
- 『血桜』 : 監督押本七之助、主演市川百々之助、1927年2月9日公開 - 1分尺の断片が現存（NFC所蔵[5]）
- 『天保泥絵草紙』 : 監督山下秀一、主演明石緑郎、1928年公開 - 59分尺で現存（NFC所蔵[5]）
- 『怪凶刃』（『快兇刃 第一篇 暗の声』） : 監督小国狂二、主演市川百々之助、1928年公開 - 1分尺の断片が現存（NFC所蔵[5]）
- 『嵐山花五郎』 : 監督江後岳翠、主演市川百々之助、1929年12月31日公開 - 1分尺の断片が現存（NFC所蔵[5]）
- 『何が彼女をそうさせたか』 : 監督鈴木重吉、主演高津慶子、1930年2月6日公開 - 50分尺で現存（NFC所蔵[5]）
- 『足軽吉右ヱ門』（『足軽吉右衛門』） : 監督佐藤樹一路、主演松本田三郎、1930年1月5日公開 - 76分尺で現存（NFC所蔵[5]）
- 『道元禅師』 : 監督佐藤樹一路、主演嵐璃徳、製作帝国キネマ演芸長瀬撮影所、1930年4月29日公開 - 95分尺で現存（NFC所蔵[5]）
- 『海援隊長 坂本龍馬 江戸篇』（『海援隊長 阪本竜馬』） : 監督小石榮一、主演市川百々之助、1931年1月5日公開 - 1分尺の断片が現存（NFC所蔵[5]）

## 註
1. ↑  ミナミまち育てネットワーク ミナミまち物語 シネマ・ヒストリー 『『日本映画のふるさと ミナミ 』 4．大阪の映画製作発祥地、千日前』
2. ↑  竹中 1974, p. 117.
3. 1 2  竹中 1974, pp. 115–116.
4. ↑  わが町八丁堀 歴年表、中央区八丁堀二丁目東町会、2010年1月25日閲覧。
5. 1 2 3 4 5 6 7 8 9 10 11 12  所蔵映画フィルム検索システム、東京国立近代美術館フィルムセンター、2013年3月8日閲覧。